# Хронологична таблица за откриване и изследване на Африка (1870 – 1890)
| Години                 | Име на откривател, изследовател                                          | Направени открития и изследвания | Изследванията му засягат следните съвременни държави и територии |
| ---------------------- | ------------------------------------------------------------------------ | --- | ---------------------------------------------------------------- |
| 1870                   | Едуард Мор                                                               | Изкачване по река Тати (ляв приток на Шаши, която е ляв приток на Лимпопо), пресичане от юг на север басейна на река Ната (вливаща се в солончака Макарикари), спускане по река Гваай до Замбези и изкачване по последната до водопада Виктория | Зимбабве                                                         |
| 1870                   | Джеймс Елтън                                                             | Спускане по река Тати (ляв приток на Шаши), по Шаши (ляв приток на Лимпопо) и по Лимпопо до устието на десния ѝ приток река Олифантс и от там по суша достигане на юг до Мапуто (Лоренсу Маркиш) | Зимбабве, Мозамбик                                               |
| 1870 – 1871            | А. Хорнер                                                                | Изследване района между река Вами на север и река Руву на юг в Източна Танзания (1870). Изследване на горното течение на река Вами и планината Нгуру на север от нея | Танзания                                                         |
| 1870 – 1871            | Орацио Антинори, Одоардо Бекари                                          | Изследване на залива Асаб (12°55′ с. ш. 42°50′ и. д. / 12.916667° с. ш. 42.833333° и. д.) и о-вите Дахлак (15°40′ с. ш. 40°10′ и. д. / 15.666667° с. ш. 40.166667° и. д., 1000 км2) в югозападната част на Червено море и северната част на Етиопската планинска земя | Еритрея                                                          |
| 1871 – 1872            | Джовани Миани                                                            | Достигане до река Роа (ляв приток на Джау), пресичане на междуречието Роа – Джау, а след това Джау – Тондж и изворната област на река Тондж и навлизане в басейна на Конго. Пресичане на река Кибали (горното течение на Уеле) между устията на десните ѝ притоци – реките Дунгу и Дуру и откриване на река Бомоканди (ляв приток на Уеле) | Южен Судан, ДРК                                                  |
| 1871 – 1872            | Хенри Мортън Стенли                                                      | Пътешествие от Багамойо (в Източна Танзания) към платото Усагара, изследване на река Кинясунгве – горното течение на река Вами и достигане до Табора. Заобикаляне от югоизток и юг, на 6º ю.ш. и 34º и.д. завиване на запад-югозапад, откриване и изследване на левия приток на река Малагараси – река Угала, достигане до Уджиджи и намиране на Дейвид Ливингстън | Танзания                                                         |
| 1871 – 1875            | Сент-Винсент Уитшед Ърскин                                               | Изследване на Южен Мозамбик, в т.ч. долното течение на река Саби (Сави, 21 – 22º ю.ш.)) | Мозамбик                                                         |
| 1872                   | Ернст Марно                                                              | Изследване на източния ръкав на река Бели Нил – Бахр ез Зераф | Южен Судан                                                       |
| 1872 – 1892            | Фредерик Селоус                                                          | Изследване на обширни райони в Южна Африка – областта Матабелеленд, северната част на Трансваал, платото Матабеле в Южна Родезия (сега Зимбабве) и част от басейните на реките Замбези, в т.ч. в Централна Замбия и Лимпопо | РЮА, Зимбабве, Замбия                                            |
| 1873                   | Малкълм                                                                  | Топографско заснемане и картиране на долното течение на река Вами в Източна Танзания, вливаща се в Занзибарския проток, срещу остров Занзибар | Танзания                                                         |
| 1873 – 1874            | Паул Гюсфелд                                                             | Изследване на долното течение на река Квилу (вливаща се в Атлантическия океан на 4º 30` ю.ш.) до планината Майомбе(1873) и долните течения на реките Шилоанго и Нянга. | Република Конго, Ангола, ДРК, Габон                              |
| 1873 – 1874            | Луи Ежен Анри Дюпон дьо Компиен                                          | Изследване делтата на река Огове (1873). Изследване на Огове от устието ѝ до устието на десния ѝ приток река Ивиндо и откриване устията на реките Офове (ляв приток) и Ивиндо | Габон                                                            |
| 1873 – 1875            | Върни Ловът Камерън                                                      | Първо пресичане на Африка от изток на запад. Тръгване от остров Занзибар, завършване на откриването на езерото Танганика, изследване и картиране на над 100 реки вливащи се в него и откриване на изтичащата на запад от него река Лукуга (1873 – 1874). Достигане до Касонго (4°25′ ю. ш. 26°40′ и. д. / 4.416667° ю. ш. 26.666667° и. д.) на река Луалаба, завиване на югозапад и първо достигане до средното течение на река Ломами (ляв приток на Конго) и изследване на част от течението ѝ и вододела между нея и Луалаба на изток. Изследване на горното течение на Луалаба, в т.ч. езерото Кисале (8°15′ ю. ш. 26°30′ и. д. / 8.25° ю. ш. 26.5° и. д.) и откриване устието на левия ѝ приток – река Ловои. Продължаване по вододела между Луалаба и Ломами, Луалаба и Касаи и Касаи и Замбези, картиране изворите на Ломами, Луембе (десен приток на Лубилаш-Санкуру), Лубилаш (десен приток на Касаи) и Лулуа (десен приток на Касаи) и на 7 ноември 1875 достигане до Атлантическия океан при Катумбела (12º 26` ю.ш.) | Танзания, ДРК, Ангола                                            |
| 1873 – 1879            | Емил Холуб                                                               | Изследване на западните части на Трансваал, областите населени с бечуани (днес Република Ботсвана), земите на народа бароце (днес Ребуплика Зимбабве) и достигане на север до водопада Виктория. Изследване на областта около изворите на река Лимпопо. | РЮА, Ботсуана, Зимбабве                                          |
| 1874                   | Оскар Ленц                                                               | Изследване естуара Рио Муни в Габон, река Тембони, вливаща се в него и долното течение на река Огове до устието на левия ѝ приток река Офове | Екваториална Гвинея, Габон                                       |
| 1874                   | Чарлз Ню                                                                 | Изследване долното течение на река Пангани, планината Усамбара и района на Килиманджаро | Танзания                                                         |
| 1874 – 1875            | Дж. А. Шоу                                                               | Изследване на югоизточната част на Мадагаскар | Мадагаскар                                                       |
| 1874 – 1876            | Чарлз Шалий-Лонг                                                         | Изследване на северния бряг на езерото Виктория, на изток и запад от залива Мърчисън, спускане по река Виктория-Нил и откриване на езерото Кьога (1874). Изследване на областта на запад от река Бахър ал Джебел (Бели Нил) (1875). Изследване на долното течение на река Джуба в Сомалия (1875 – 1876) | Уганда, Южен Судан, Сомалия                                      |
| 1874 – 1877            | Джордж Гренфел                                                           | Изследване на редица реки в Камерун, в т.ч. река Санага до Едеа (3°45′ с. ш. 10°10′ и. д. / 3.75° с. ш. 10.166667° и. д.) | Камерун                                                          |
| 1874 – 1877            | Хенри Мортън Стенли                                                      | Пътешествие от Багамойо до езерото Виктория и откриване на реките Вембере и Маньонга (притоци на река Сибити, вливаща се в езерото Еяси) и река Симию (вливаща се в залива Спик на езерото Виктория) (1874 – 1875). Изследване и картиране на цялото крайбрежие на езерото Виктория и откриване на залива Спик (югозападната част на езерото), островите Укереве (на северозапад от залива) и Укара (на север от Укереве) и устието на река Кагера (1875). Спускане по реките Катонга и Мпанга (вливаща се в езерото Джордж), откриване на планината Рувензори, езерата Джордж и Едуард. Изследване средното течение на река Кагера от Какитумба (1°03′ ю. ш. 30°28′ и. д. / 1.05° ю. ш. 30.466667° и. д.) до сливането на съставящите я реки Няварунгу и Рувуву на 2°23′ ю. ш. 30°47′ и. д. / 2.383333° ю. ш. 30.783333° и. д. и достига до Уджиджи, на брега на езерото Танганика (1875 – 1876). Кръгово плаване по езерото Танганика и топографско заснемане на цялата му брегова линия. Откриване на залива Бъртън (4°11′ ю. ш. 29°08′ и. д. / 4.183333° ю. ш. 29.133333° и. д.), полуостров Убвари (вторично) и доказване, че езерото се оттича чрез река Лукуга в Луалаба (1876). Поход до Касонго (Нянгве, 4°26′ ю. ш. 26°40′ и. д. / 4.433333° ю. ш. 26.666667° и. д.) и спускане по река Конго до устието ѝ. Откриване на седемте водопада Стенли, устията на реките Елила, Улинди, Лова, Линди, Арувими, Итимбири, Монгала, Руки и Ква, достигане до езерото Стенли Пул, а след това и до град Банана в устието на Конго (1876 – 1877) | Танзания, Уганда, Кения, Руанда, Бурунди, Замбия, ДРК            |
| 1875                   | М. Б. Медликот                                                           | Детайлно и точно топографско заснемане на естуара на Конго, заедно със страничните ръкави и протоци | ДРК, Ангола                                                      |
| 1875                   | Орацио Антинори                                                          | Комплексни физикогеографски изследвания в Тунис | Тунис                                                            |
| 1875                   | Едуард Йънг                                                              | Топографско заснемане на бреговете на езерото Малави (Няса) и откриване на планината Ливингстън, покрай североизточното му крайбрежие | Малави, Мозамбик, Танзания                                       |
| 1875 – 1876            | Ж. Бона                                                                  | Топографско заснемане на река Анкобра в югозападната част на днешна Гана (1875) и голяма част от басейна на река Волта (1875 – 1876) | Гана                                                             |
| 1875 – 1876            | Е. С. Перди                                                              | Пътешествие от Ал Даба (18°03′ с. ш. 30°57′ и. д. / 18.05° с. ш. 30.95° и. д.) на Нил и изкачване по сухата долина Ал Мелик до платото Дарфур (1875). Посещение на областта Вадаи в Чад и областта Дар Фертит (Югозападен Судан) и медните рудници в Хофрат ен Нахас ((9°45′ с. ш. 24°19′ и. д. / 9.75° с. ш. 24.316667° и. д.)) (1876) | Судан, Чад                                                       |
| 1875 – 1876            | Паул Поге                                                                | Пътешествие от Луанда на изток до Мусумба, на река Бушимае (ляв приток на Лубилаш-Санкуру, която е десен приток на Касаи) | Ангола, ДРК                                                      |
| 1875 – 1876            | Теодор фон Хойглин                                                       | Изследване крайбрежието на Червено море между Суакин на север и Масауа на юг | Судан, Еритрея                                                   |
| 1875 – 1877            | Мануел Ирадер и Булфи                                                    | Топографско заснемане на крайбрежието на Екваториална Гвинея в района на залива Кориско и островите Кориско и Елобей | Екваториална Гвинея                                              |
| 1875 – 1878            | Пиер Саворнян дьо Браза                                                  | Изследване на долното (1875 – 1876) и средното (1876 – 1878) течение на река Огове до водопада Пубра (1°46′ ю. ш. 13°33′ и. д. / 1.766667° ю. ш. 13.55° и. д.). Изследване на платото Батеке, явяващо се вододел между Огове и Конго и откриване на изток от него на средното течение на река Алима (десен приток на Конго), река Ликони, средна съставяща на Ликвала (десен приток на Конго) и река Леколи (десен приток на Мамбили, ляв приток на Ликвала) (1878) | Габон, Република Конго                                           |
| 1876                   | Херман фон Барт-Харматинг                                                | Топографско картиране на цялото течение на река Лукала (десен приток на Кванза) в Ангола и изворните области на реките Данде и Бенго, вливащи се в Атлантическия океан | Ангола                                                           |
| 1876                   | Ромоло Джеси, Карло Пяджа                                                | Първо кръгово плаване по езерото Алберт, установяване на неговите размери и изследване на езерото Кьога | Уганда, ДРК                                                      |
| 1876                   | Оскар Ленц                                                               | Изкачване по река Огове до устието на десния ѝ приток река Себе и откриване на река Лоло (ляв приток на Огове) | Габон                                                            |
| 1876                   | Паул Гюсфелд, Георг Швайнфурт                                            | Изследване на Арабската пустиня в Египет | Египет                                                           |
| 1876                   | Уилям Палгрейв                                                           | Изследване на платото Дамараленд и пустинята Голяма Намаква в Намибия | Намибия                                                          |
| 1876                   | Сибри                                                                    | Изследване на вътрешните райони на Мадагаскар | Мадагаскар                                                       |
| 1876 – 1877            | Р. Е. Колстън                                                            | Картиране на части от Северен и Централен Курдуфан в Судан | Судан                                                            |
| 1876 – 1877            | Панайотис Потагос                                                        | Пресичане на вододела между Нил и Конго, откриване на река Мбому (дясна съставяща на Убанги), достигане на юг до река Били (ляв приток на Мбому) и изследване на част от течението ѝ. Открива десния приток на Мбому – река Шинко, изследва горното течение на Бахър ал Араб (лява съставяща на Бахър ал Газал) и вододела между Нил и езерото Чад и първо прониква в горното течение на река Аук – дясна съставяща на Шари | Южен Судан, ДРК, ЦАР                                             |
| 1876 – 1878            | Василий Юнкер                                                            | Изследване на югоизточната част на Нубийската пустиня, близо до Червено море и долното течение на река Барка. Изкачване по река Бели Нил и по десния ѝ приток река Собат до началото на плавателния ѝ участък и изследване на долното ѝ течение (1876). Изследване на изворните области на реките Ака (десен приток на Дунгу, от басейна на Уеле) и Гарамба (ляв приток на Ака). Откриване изворите на реките Аире и Яло, съставящи на река Рол (от басейна на Нил) и уточнява положението на река Ей. Изследване на река Рол от изворите ѝ до долното ѝ течение, последователно пресичане на реките Роа (десен приток на Джур, от басейна на Бахър ал Газал), Тондж, Молмул и Джур и подробно изследване басейна на река Роа. Изследване на областта Мариди (в района на изворите на Роа) и изворната област на Тондж (1877). Изкачване по река Ей, пресичане на вододела и навлизане в изворната област на река Кибали (1877 – 1878) | Судан, Южен Судан, ДРК                                           |
| 1876 – 1881            | Йозеф Менгес                                                             | Изследване на пограничните райони между Етиопия и Судан | Судан, Южен Судан, Еритрея, Етиопия                              |
| 1876 – 1882            | Орацио Антинори                                                          | Комплексни физикогеографски изследвания на областта Шоа в Етиопия | Етиопия                                                          |
| 1877                   | Джеймс Елтън                                                             | Пътешествие от северния бряг на езерото Малави (Няса) на север, пресичане на планината Кипенгере и откриване на север от нея на изворите на река Голяма Руаха (ляв приток на Руфиджи) | Танзания                                                         |
| 1877                   | А. М. Моусън                                                             | Подробно картиране на езерото Алберт и откриване вливащата се в него от юг река Семлики | Уганда, ДРК                                                      |
| 1877 – 1878            | Томас Джеймс Комбер (1852 – 1887)                                        | Изследване на районите на запад, север и изток от планината Камерун | Камерун                                                          |
| 1877 – 1878            | Жорж Ревуал (1852 – 1894)                                                | Топографско заснемане на редица пунктове по сомалийското крайбрежие и района на запад от нос Гвардафуй (11°50′ с. ш. 51°17′ и. д. / 11.833333° с. ш. 51.283333° и. д.) | Сомалия                                                          |
| 1877 – 1879            | Ерменежилду Капелу                                                       | Изследване изворите на река Кванго (11°20′ ю. ш. 19°00′ и. д. / 11.333333° ю. ш. 19° и. д.), достигане на северозапад до Дуки ди Браганса (9°07′ ю. ш. 15°59′ и. д. / 9.116667° ю. ш. 15.983333° и. д.), спускане по Кванго до устието на левия ѝ приток река Куго и изследване на Кванго надолу до 6º ю.ш. | Ангола                                                           |
| 1877 – 1879            | Алешандре де Серпа Пинто                                                 | Пресичане на Африка от Бенгела до Дърбан. Тръгване от Бенгела на изток, изкачване на платото Бие, изследва района на изворите на реките Кунене и Кубанго, пресичане на река Кванза в горното ѝ течение и излизане на вододела на реките Кванза, Квито (ляв приток на Кубанго) и Лунгвебунгу (десен приток на Замбези). Картира района на изворите на реките Квито, Лунгвебунгу и Квандо (десен приток на Замбези) (1877 – 1878). Достигане до Замбези при Леалуи (15°14′ ю. ш. 23°01′ и. д. / 15.233333° ю. ш. 23.016667° и. д.), спускане по нея до устието на десния ѝ приток река Чобе (Линянти, Квандо), продължаване на юг, заобикаляне от изток солончака Макарикари, пресичане на земите на бечуаните, достигане до Претория, а след това до Дърбан (1878 – 1879) | Ангола, Замбия, Ботсуана, РЮА                                    |
| 1877 – 1884            | У. П. Джонсън                                                            | Изследване на Северен Мозамбик, в т.ч. източните брегове на езерото Малави (Няса), изворите на река Рувума, десните ѝ притоци Лушеринго и Лудженда и районите на запад и юг от езерото Чилва (на юг от езерото Малави) | Мозамбик, Танзания, Малави                                       |
| 1878 – 1879            | Джеймс Стюарт (неизв.-1883)                                              | Топографско заснемане на езерото Малави (Няса) и района между него и езерото Танганика | Мозамбик, Танзания, Малави, Замбия                               |
| 1878 – 1879            | Антонио Чеки, Джузепе Киярини                                            | Пътешествие в областта Кафа в Югозападна Етиопия. Преминаване от горното течение на река Аваш в басейна на река Омо и откриване на река Годжеб (десен приток на Омо) и вододела между реките Омо и Собат | Етиопия                                                          |
| 1878 – 1879            | Ото Шут                                                                  | Изследване на река Кванза от устието ѝ до Маланже (1878). Изследване на част от горното течение на река Кванго (ляв приток на Касаи), достигане до река Чикапа (ляв приток на Касаи) и спускане по нея до средното ѝ течение. На обратния път пресичане на реките Чикапа, Ловуа (ляв приток на Касаи), Лушико (десен приток на Лванге), Лванге (ляв приток на Касаи), Квилу (десен приток на Кванго) и Квенге (ляв приток на Квилу) и завръщане в Маланже | Ангола                                                           |
| 1878 – 1880            | Фридрих Герхард Ролфс, Антонин Щекер                                     | Първо до оазиса Куфра (24°11′ с. ш. 23°17′ и. д. / 24.183333° с. ш. 23.283333° и. д.) в Либия (1878 – 1879). Експедиция в Етиопия (1880) | Либия, Етиопия                                                   |
| 1879 – 1880            | Жером Бекер                                                              | Първо топографско заснемане на бреговете на езерото Танганика | ДРК, Бурунди, Танзания                                           |
| 1879 – 1880            | Оскар Ленц                                                               | Първо пресичане на Западна Сахара от Танжер, през Марокански Атлас, Алжирска Сахара и Тимбукту до Сенегал | Мароко, Алжир, Мали, Сенегал                                     |
| 1879 – 1880            | Анри Дюфур                                                               | Топографско заснемане на обширни територии на изток и юг от река Кунене в Южна Ангола и Северна Намибия | Ангола, Намибия                                                  |
| 1879 – 1880            | Ернст Марно                                                              | Картиране на река Бахър ал Абияд (между устията на реките Бахър ал Газал и Бахър ез Зераф), река Бахър ал Джебел (нагоре от устието на Бахър ал Газал), река Бахър ез Зераф и река Бахър ал Газал (от устието ѝ до двете съставящи я реки Джур и Бахър ал Араб) | Южен Судан                                                       |
| 1879 – 1881            | Джоузеф Томсън                                                           | Пътешествие от Дар ес Салам през платото Ухехе и планината Кипенгере (открита от експедицията) до северната част на езерото Малави и от там на северозапад до южната част на езерото Танганика. Изследване на западния бряг на езерото до изтичането от него на река Лукуга и последната до средното ѝ течение. На обратния път откриване на езерото Руква (1879 – 1880). Изследване басейна на река Рувума (1881) | Танзания, ДРК, Мозамбик                                          |
| 1879 – 1886            | Едуард Флегел                                                            | Изкачване на вулкана Камерун (4070 м) и Картиране на река Нигер до левия ѝ приток Бенуе и последната до Гаруа (9°18′ с. ш. 13°24′ и. д. / 9.3° с. ш. 13.4° и. д.) (1879). Топографско заснемане на река Нигер от водопадите Буса до устието на левия ѝ приток река Сокото (1880 – 1881). Пътешествие от Бида (в Западна Нигерия, 9°10′ с. ш. 6°00′ и. д. / 9.166667° с. ш. 6° и. д.) на изток до платото Адамава, изследване на областите на юг от левия бряг на Бенуе, достигане до Нгаундере (7°15′ с. ш. 13°30′ и. д. / 7.25° с. ш. 13.5° и. д.) и откриване изворите на река Бенуе и река Вина (съставяща на Логоне, от басейна на Шари) (1881 – 1883). Изследване на западните части на платото Адамава (1883 – 1884). Изследване на долния басейн на река Нигер (1885 – 1886) | Камерун, Нигерия                                                 |
| 1880                   | Жорж Ревуал                                                              | Пътешествие от Ласкорай (11°10′ с. ш. 48°12′ и. д. / 11.166667° с. ш. 48.2° и. д., на брега на Аденския залив), пресичане на планината Уарсанджели-Миджуртина, навлизане в района на горното течение на река Джахел и достигане до северното подножие на планината Каркар. Изследване района на нос Гвардафуй (11°50′ с. ш. 51°17′ и. д. / 11.833333° с. ш. 51.283333° и. д.) | Сомалия                                                          |
| 1880 – 1881            | У. Бордъл                                                                | Хидрографско изследване на река Руфиджи от делтата ѝ до сливането на съставящите я реки Лувегу и Киломбере при водопада Шугури (8°31′ ю. ш. 37°21′ и. д. / 8.516667° ю. ш. 37.35° и. д.) | Танзания                                                         |
| 1880 – 1881            | Алфонсо Мария Масари                                                     | Първо пресичане на Африка от Червено море до делтата на Нигер | Судан, Чад, Камерун, Нигерия                                     |
| 1880 – 1881            | Фридрих фон Мехов                                                        | Пътешествие от Маланже (9°33′ ю. ш. 16°21′ и. д. / 9.55° ю. ш. 16.35° и. д.) на североизток, спускане по долината на река Камбо (ляв приток на Кванго), достигане до Кванго и плаване надолу по нея до водопадите Кингуши (5º 06` ю.ш.). Откриване на праговете Вилхелм, Франц-Йосиф и Луиш по течението на Кванго | Ангола, ДРК                                                      |
| 1880 – 1882            | Пиер Саворнян до Браза                                                   | Изкачване по река Огове, в горното ѝ течение основаване на град Франсвил (1°37′ ю. ш. 13°36′ и. д. / 1.616667° ю. ш. 13.6° и. д.), продължаване на югоизток, достигане до река Конго при устието на десния ѝ приток река Лефини, спускане по Конго и основаване на град Бразавил на западния бряг на езерото Стенли Пул (1880). Поход от извора на Огове (2°40′ ю. ш. 14°20′ и. д. / 2.666667° ю. ш. 14.333333° и. д.) на юг, откриване на горното течение на река Ниари (горното течение на река Квилу), спускане по Ниари до 4°00′ ю. ш. 13°00′ и. д. / 4° ю. ш. 13° и. д., пресичане на крайбрежната планина Майомбе и спускане по река Шилоанго до Атлантическия океан при Ландана (1881 – 1882) | Габон, Република Конго, ДРК, Ангола                              |
| 1880 – 1884            | Василий Юнкер                                                            | Изследване басейна на река Уеле: Пътешествие от изворната област на река Уере (десен приток на Уеле на юг, пресичане на басейна на река Гурба (десен приток на Уеле), достигане до Уеле близо до устието на десния ѝ приток Бвере, изкачване по Уеле до устието на левия ѝ приток река Гада и завръщане обратно, като по пътя са изследвани реките Дуру, Капили, Бвере и Гурба (всички десни притоци на Уеле) (1880). Изследване на големия завой на Уеле след устието на Гурба (1881). Изследване басейна на река Бомоканди (ляв приток на Уеле) и откриване горното течение на река Непоко (десен приток на Арувими, която е десен приток на Конго) (1881 – 1882). Поход на югозапад от изворите на река Мбому (десен приток на Убанги), изследване изворната област на река Били (ляв приток на Мбому), достигане до Уеле между устията на реките Уере и Бима (ляв приток), завръщане към горното течение на река Били, плаване по нея на запад, отклоняване на югозапад и достигане до река Уеле на 23º и.д. (1882 – 1883). Изследване на десните притоци на Мбому – реките Шинко и Уара (1883). Изследване на изворните области на реките Мбому и Суе (Джур) (1883 – 1884) | Южен Судан, ДРК                                                  |
| 80-те години на XIX в. | Дж. Т. Ласт                                                              | Изследване на платото Усагара (7° ю.ш., 36 – 37° и.д.) в Централна Танзания | Танзания                                                         |
| 1881                   | Гюйо                                                                     | Детайлно топографско заснемане на река Голяма Руаха, ляв приток на Руфиджи в Южна Танзания | Танзания                                                         |
| 1881                   | Чонси Мейпълс                                                            | Изследване на областта между река Рувума на север и вливащата се в Индийския океан река Лурио на юг | Мозамбик                                                         |
| 1881 – 1882            | Паул Поге, Херман фон Висман                                             | Пътешествие от Маланже на изток, достигане до река Чикапа (ляв приток на Касаи), спускане по нея до Касаи, продължаване на изток, пресичане на вододела, достигане до река Лулуа (десен приток на Касаи), пресичане на реките Луби (ляв приток на Санкуру-Лубилаш), Лубилаш и Ломами (ляв приток на Конго) и достигане до река Луалаба при Касонго (Нянгве, 4°16′ ю. ш. 26°15′ и. д. / 4.266667° ю. ш. 26.25° и. д.). От там Херман фон Висман продължава сам на изток и извършва първото пресичане на Африка от запад на изток | Ангола, ДРК, Танзания                                            |
| 1881 – 1882            | Хуан Мария Скувер                                                        | Изследване изворната област на реките Тумат и Дабус (леви притоци на Сини Нил) и река Ябус, съединяваща се с реките Бели Нил и Собат чрез блатото Мачар и откриване долината на река Баро (дясна съставяща на Собат) (1881). Изследване района покрай десния бряг на река Абай (Сини Нил) около судано-етиопската граница (1882) | Судан, Етиопия, Южен Судан                                       |
| 1881 – 1883            | Емин паша                                                                | Изследване на областта на изток от река Бахър ал Джебел (Бели Нил), в т.ч. планината Лотуке (1881). Изследване на областта на запад от река Бахър ал Джебел (Бели Нил), в т.ч. басейните на реките Ей, Рол и Роа (1882). Изследване на вододела между Нил и Конго около 3 – 4º с.ш., басейна на река Дунгу (десен приток на Кибали-Уеле), картиране на езерото Алберт и устието на вливащата се от юг в него река Семлики | Южен Судан, ДРК, Уганда                                          |
| 1881 – 1883            | Франк Лептън                                                             | Изследване на река Бахър ал Газал (ляв приток на Бели Нил) и дясната я съставяща – река Джур до селището Мешра ар Рек (8°25′ с. ш. 29°16′ и. д. / 8.416667° с. ш. 29.266667° и. д.) (1881). Откриване на горното течение на река Кото (десен приток на Убанги) и изследване горния басейн на река Бахър ал Араб (лява съставяща на Бахър ал Газал) | Южен Судан, Судан, ЦАР                                           |
| 1881 – 1883            | Хенри Мортън Стенли                                                      | Основаване на град Леополдвил (сега Киншаса, столица на Демократична република Конго) (1881). Изкачване по река Ква и по десния ѝ приток река Фими и откриване на езерото Леополд (1882). Изкачва по река Конго до екватора, откриване на протока Иребу и на югоизток от него – езерото Тумба (май-юни 1883). Изследване на плавателния участък на Конго от Киншаса до водопадите Стенли, откриване устието на река Лулонга (ляв приток), изследване долните течения на реките Итимбири и Арувими и откриване устието на река Ломами (август-декември 1883) | ДРК                                                              |
| 1881 – 1883            | Антонин Щекер                                                            | Първо топографско заснемане на езерото Тана (1881). Пътешествие от Годжам на юг, пресичане на река Абай (Сини Нил) и проникване в областта между левите ѝ притоци – реките Гудер и Финджар. Изследване на вододела между реките Гудер, Аваш и Омо, първо посещение на езерото Звай (8°00′ с. ш. 38°50′ и. д. / 8° с. ш. 38.833333° и. д.) (преди него е открито и видяно отдалеч от Антонио Чеки) в Централна Етиопия и откриване на юг от него на солените езера Абията, Лангана (7°35′ с. ш. 38°50′ и. д. / 7.583333° с. ш. 38.833333° и. д.) и Шала (1882 – 1883) | Етиопия                                                          |
| 1881 – 1884            | Паул Райхард, Рихард Бьом                                                | Изследване на река Угала и притока ѝ Вала (всички от системата на река Малагараси) и езерата Танганика и Руква (1881 – 1882). Пътешествие от Танганика на запад в областта Катанга. Пресичане на река Ловуа (десен приток на Луалаба), малко след изтичането ѝ от езерото Мверу, заобикаляне от север на платото Кунделунгу, достигане до река Луфира (десен приток на Луалаба), при водопада Киубо (9°31′ ю. ш. 27°02′ и. д. / 9.516667° ю. ш. 27.033333° и. д.), пресичане на платото Маника (Биано), спускане в долината на река Луалаба и откриване на езерото Упемба (8°38′ ю. ш. 26°24′ и. д. / 8.633333° ю. ш. 26.4° и. д.) | Танзания, ДРК                                                    |
| 1882                   | Върни Ловът Камерън, Ричард Френсис Бъртън                               | Комплексно физикогеографско изследване на Златния бряг (сега Гана) | Гана                                                             |
| 1882                   | Мейо                                                                     | Изследване на река Какулувар, десен приток на Кунене в Югозападна Ангола | Ангола                                                           |
| 1882                   | Томас Джеймс Комбер                                                      | Топографско заснемане на езерото Стенли Пул на река Конго | ДРК, Република Конго                                             |
| 1882 – 1883            | Густав Фишер                                                             | Изкачване по река Пангани (в Североизточна Танзания) до изворите ѝ, преминаване между масивите Килиманджаро и Меру и откриване на соленото езеро Натрон (2°30′ ю. ш. 36°00′ и. д. / 2.5° ю. ш. 36° и. д.), пресноводното езеро Найваша (0°45′ ю. ш. 36°20′ и. д. / 0.75° ю. ш. 36.333333° и. д.), вулкана Ол-Дойньо-Ленгай (2878 м) и руините Енгарука (2°59′37″ ю. ш. 35°58′30″ и. д. / 2.993611° ю. ш. 35.975° и. д.) | Танзания                                                         |
| 1882 – 1884            | Виктор Жиро                                                              | Пътешествие от Дар ес Салам, минаване на север от езерото Малави (Няса) и достигане до северния бряг на езерото Бангвеулу. Изследване на езерото и на югоизток от него откриване на огромното блато Бангвеулу. Спускане по река Луапула до езерото Мверу и завръщане на източното крайбрежие | Танзания, Замбия, ДРК                                            |
| 1883                   | Пиетро Антонели (1853 – 1901)                                            | Първо пресичане на пустинята Данакил и изследване долното течение на река Аваш | Етиопия                                                          |
| 1883                   | Ноел Бале                                                                | Картиране на цялото течение на река Алима (десен приток на Конго), вливаща се на 1°40′ ю. ш. 16°45′ и. д. / 1.666667° ю. ш. 16.75° и. д. | Република Конго                                                  |
| 1883                   | Жул-Леон Дютрей дьо Рен                                                  | Топографско заснемане, а след това картиране на цялото течение на река Огове в Габон | Габон                                                            |
| 1883                   | Луи Мизон                                                                | Пътешествие от Франсвил в горното течение на река Огове до устието на река Квилу и изследване вододела между Квилу-Ниари и Огове и вододела Квилу-Ниари и Нянга | Габон, Република Конго                                           |
| 1883                   | Жорж Ревуал                                                              | Поход от Могадишу към река Джуба | Сомалия                                                          |
| 1883                   | Стефан Шолц-Рогозински                                                   | Изследване на река Мунго в Западен Камерун до водопадите ѝ на 4º 30` с.ш. и откриване на река Меме, течаща на запад, на север от масива Камерун и езерото Баромби-ба-Мбу | Камерун                                                          |
| 1883 – 1884            | Х. Е. О`Нийл                                                             | Откриване, че река Лудженда (десен приток на Рувума) извира от блато на север от езерото Чилва и след това протича през езерото Чиута-Амарамба. Откриване на най-високата планина на Северен Мозамбик – Намули (15°22′ ю. ш. 37°02′ и. д. / 15.366667° ю. ш. 37.033333° и. д.) | Мозамбик, Малави                                                 |
| 1883 – 1884            | Джоузеф Томсън                                                           | Изследване на източните и северни склонове на масива Килиманджаро, пресичане на лавовото плато Капити, достигане до езерото Найваша (0°46′ ю. ш. 36°20′ и. д. / 0.766667° ю. ш. 36.333333° и. д.) и откриване на малките солени езера Накуру (0°21′ ю. ш. 36°05′ и. д. / 0.35° ю. ш. 36.083333° и. д.) и Елментейта (0°26′ ю. ш. 36°14′ и. д. / 0.433333° ю. ш. 36.233333° и. д.). Заобикаляне от север на открития от него хребет Абердер и спускане в долината на река Евасо-Нгиро, заобикаляща от запад и север масива Кения. Пресичане от югоизток на северозапад югозападната част на лавовото плато Лайкипия, откриване на езерото Баринго (0°38′ с. ш. 36°05′ и. д. / 0.633333° с. ш. 36.083333° и. д.), пресичане на планината Камасия, достигане до североизточните брегове на езерото Виктория и откриване на планинския масив Елгон | Кения, Уганда                                                    |
| 1883 – 1884            | Шарл Еужен дьо Фуко (1858 – 1916)                                        | Изследване долината на река Сус и горния басейн на река Дра, пресичане на Висок Атлас и описание на горното течение на река Мулуя | Мароко                                                           |
| 1883 – 1884            | Едмон Уини Виктор Хансенс                                                | Изследване басейна на река Квилу-Ниари (1883). Вторично откриване на устието на най-големия десен приток на Конго – река Убанги и изследване на долните течения на реките Монгала и Итимбири – десни притоци на Конго | Република Конго, ДРК                                             |
| 1883 – 1885            | Хуго Цьолер                                                              | Картиране на части от Того (1883) и крайбрежието на Камерун, изкачване на вулкана Камерун и по река Ньонг до първите ѝ прагове (1884 – 1885) | Того, Камерун                                                    |
| 1883 – 1885            | А. Обри                                                                  | Изследване на Етиопия от залива Таджура на изток до областта Кафа на запад и левите притоци на река Абай (Сини Нил) – реките Мугер и Адабай | Джибути, Етиопия                                                 |
| 1883 – 1886            | Емил Холуб                                                               | Пътешествие от Кейптаун през Ботсуана и Зимбабве до басейна на река Кафуе (ляв приток на Замбези) | РЮА, Ботсуана, Зимбабве, Замбия                                  |
| 1883 – 1900            | Фернан Фуро                                                              | Топографско заснемане на огромни участъци от Алжирска Сахара, Нигер и Чад покрай трасето на проектираната транссахарска жп линия. Придвижване от оазиса Уаргла (32°00′ с. ш. 5°20′ и. д. / 32° с. ш. 5.333333° и. д.) до платото Тадемаит (28º с.ш.) (1890 – 1893). Завземане на Ин Салах (1894 г.,27°10′ с. ш. 2°30′ и. д. / 27.166667° с. ш. 2.5° и. д.) и Ахагар (1895 – 1897). Завземане на Агадес (17°00′ с. ш. 8°00′ и. д. / 17° с. ш. 8° и. д.) и Зиндер (13°45′ с. ш. 9°00′ и. д. / 13.75° с. ш. 9° и. д.) в Нигер, достигане до езерото Чад, изкачване по река Логоне, спускане по Убанги и по Конго до устието му (1897 – 1900) | Алжир, Нигер, Чад, ЦАР, ДРК, Република Конго                     |
| 1884                   | Алфонс ван Геле                                                          | Откриване устието на река Убанги, десен приток на Конго | Република Конго, ДРК                                             |
| 1884                   | Албер Долизи (1856 – 1899)                                               | Откриване устието на река Санга, десен приток на Конго | Република Конго                                                  |
| 1884                   | Йозеф Менгес                                                             | Изследване на приморската област Губан в Северозападна Сомалия | Сомалия                                                          |
| 1884                   | Аурел Шулц                                                               | Достигане до река Окаванго от долното течение на река Чобе (Линянти, Квандо) и установяване, че голяма част от водите на Окаванго постъпват в езерото Нгами чрез река Таохе, а останалата част, чрез система от блата в река Чобе | Ботсуана                                                         |
| 1884                   | Ф. М. Щапф                                                               | Топографско заснемане на района на Уолфиш Бей (22º 52` ю.ш.) на крайбрежието на Намибия и вливащата се в него река Куйсеб | Намибия                                                          |
| 1884 – 1885            | Франк Линсли Джеймс (1851 – 1891)                                        | Пътешествие от Бербера (Северна Сомалия) на юг, пресичане на планината Уарсанджели-Миджуртина, навлизане в горното течение на река Тог Дер, спускане се по нея до Бурко (9°31′ с. ш. 45°32′ и. д. / 9.516667° с. ш. 45.533333° и. д.), пресичане на безводното плато Хауд, достигане до долното течение на левия приток на река Уаби Шебели – река Фафан, а след това и до Уаби Шебели при Аркадон (5°40′ с. ш. 44°02′ и. д. / 5.666667° с. ш. 44.033333° и. д.) | Сомалия, Етиопия                                                 |
| 1884 – 1885            | Алфонсо Мария Масари                                                     | Изследване на река Кванго (най-големия ляв приток на Касаи) от устието ѝ до 4º ю.ш. (1884). Картиране на десния приток на Конго, река Ликвала до екватора и множество от притоците ѝ (1885) | ДРК                                                              |
| 1884 – 1885            | Едуард Пехуел-Льоше (1840 – 1913)                                        | Изследване на платото Дамараленд в Намибия | Намибия                                                          |
| 1884 – 1885            | Херман фон Висман, Курт фон Франсоа, Джордж Гренфел, Лудвиг Хайнрих Волф | Херман фон Висман: Експедиция от Луанда, преминаване през Маланже (9°33′ ю. ш. 16°20′ и. д. / 9.55° ю. ш. 16.333333° и. д.), пресичане на реките Кванго, Квилу и Касаи при Чикапа (6°30′ ю. ш. 20°40′ и. д. / 6.5° ю. ш. 20.666667° и. д.), откриване на водопада Поге и основаване на 5°55′ ю. ш. 22°25′ и. д. / 5.916667° ю. ш. 22.416667° и. д. град Лулуабург (сега Кананга) (1884). Спускане по Лулуа и Касаи (откриване устието на десния приток на Касаи река Санкуру), достигане до Конго и спускане по нея до Леополдвил (Киншаса) (1885); Курт фон Франсоа, Джордж Гренфел: Изследване на вододела между горното течение река Луби (ляв приток на Санкуру, от басейна на Касаи) и средното течение на река Лулуа (десен приток на Касаи) и първо измерване на дебита на река Касаи в долното ѝ течение (1884 – 1885). Изследване и картиране на реките Руки и Лулонга (леви притоци на Конго) и изкачване по Лулонга и по лявата я съставяща река Маринга до началото на плавателния ѝ участък, общо около 600 км. Изследване и картиране на около 650 км от река Руки (Бусира, Чуапа) и около 240 км от левия ѝ приток река Момбойо (1885); Лудвиг Хайнрих Волф: Изследване на междуречието на реките Санкуру и Лулуа (десни притоци на Касаи) (1884 – 1885). Изкачване по Касаи и по десния ѝ приток Лулуа до устието на левия ѝ приток Луебо и достигне до Лулуабург (сега Кананга) (1885). Изкачване по Санкуру до водопада Волф (5°00′ ю. ш. 23°20′ и. д. / 5° ю. ш. 23.333333° и. д.), изследване на долното течение на река Луби (ляв приток на Санкуру) и частично откритата от него река Лубефу (десен приток на Санкуру) (1886) | Ангола, ДРК, Замбия, Малави, Мозамбик                            |
| 1884 – 1885            | Йозеф Шаван, Ойген Цинтграф                                              | Триангулачни измервания в естуара на река Конго, атлантическото крайбрежие на север до Ландана (5º 14` ю.ш.) и района между Конго и река Мбридже – вливаща се в Атлантическия океан на 7º12`ю.ш. | ДРК, Ангола                                                      |
| 1884 – 1885            | Филип Пауличке                                                           | Пътешествие от Бербера (в Северозападна Сомалия) на югозапад до селището Бийо Уореба (8°54′ с. ш. 42°12′ и. д. / 8.9° с. ш. 42.2° и. д.) в горното течение на река Ерер (ляв приток на Уаби Шебели) | Сомалия, Етиопия                                                 |
| 1884 – 1886            | Ерменежилду Капелу, Роберто Ивенш                                        | Пресичане на Африка от запад на изток. Тръгване от Мосамедиш (15°10′ ю. ш. 12°12′ и. д. / 15.166667° ю. ш. 12.2° и. д.) на изток, пресичане на платото Серра да Шела, изкачване на платото Уила, спускане по река Кукуловар (десен приток на Кунене) до Кунене, изкачване по последната до устието на левия r̀ приток река Шитанда, пресичане на река Кубанго и левите ѝ притоци Кватир и Квито, достигане до десния приток на Замбези – река Квандо, продължаване на изток до Замбези, изкачване по нея и по левия ѝ приток река Кабомпо до изворите ѝ, пресичане на вододела и достига до горното течение на река Луалаба. Продължаване на изток по вододела, достигане до извора на река Луфира (десен приток на Луалаба), изследване на вододела между реките Луфира, Луапула и Кафуе (открива изворите на последната), достигане до Луапула, изкачване по нея до водопада Мамбирима, пресичане на междуречието на реките Кафуе и Луангва (леви притоци на Замбези), достигане до Замбези и спускане по нея до Индийския океан | Ангола, ДРК, Замбия, Мозамбик                                    |
| 1884 – 1886            | Джордж Гренфел                                                           | Изкачване по Конго от Киншаса и по река Ква (ляв приток) до устието на левия ѝ приток Кванго (1884). Изследване на долните течения на реките Лефини и Нкени (десни притоци на Конго), изкачване по река Руки (ляв приток на Конго) до сливането на съставящите я реки Бузира-Чуапа и Момбойо, изследване на река Икелемба (ляв приток на Конго), част от долното течение на Монгала (десен приток на Конго), целия плавателен участък на река Итимбири (десен приток на Конго) до водопада Луби (2°45′ с. ш. 23°50′ и. д. / 2.75° с. ш. 23.833333° и. д.) и плаването нагоре по Конго до водопадите Стенли (0°15′ с. ш. 25°30′ и. д. / 0.25° с. ш. 25.5° и. д.). Изкачване на 250 км по река Ломами (ляв приток на Конго) до 1º 33` ю.ш. и по Убанги до праговете Зонго (4º 28` с.ш.) (1884 – 1885). Изкачване по Конго, Касаи и десния приток на втората Лулуа до устието на левия ѝ приток Луебо и изследване на долното течение на река Санкуру (десен приток на Касаи) (1886) | ДРК, Република Конго, ЦАР                                        |
| 1884 – 1886            | Ханс Шинц                                                                | Топографско заснемане на значителни части от северната половина на Намибия | Намибия                                                          |
| 1885                   | Жак Саворнян дьо Браза                                                   | Пресичане на вододела между Огове и Конго достигане извора на река Мамбили (на 1º30`с.ш, ляв приток на Ликвала, която е десен приток на Конго), проникване в горното течение на река Джуах (ляв приток на Ивиндо, която е десен приток на Огове), спускане се по Мамбили, преминаване на изток до река Санга и спускане по нея до Конго | Габон, Република Конго                                           |
| 1885                   | Х. Монтес де Ока                                                         | Изследване и картиране на средното течение на река Бенито в Екваториална Гвинея | Екваториална Гвинея                                              |
| 1885                   | Г. Поле                                                                  | Изследване на пустинята Намиб между залива Ангра-Пекен (Людериц, 26°37′ ю. ш. 15°08′ и. д. / 26.616667° ю. ш. 15.133333° и. д.) на север и долното течение на Оранжевата река на юг | Намибия                                                          |
| 1885                   | Ч. Уорън                                                                 | Топографско заснемане и картиране на големи части от Ботсуана | Ботсуана                                                         |
| 1885                   | Ханингтън                                                                | Откриване на езерото Богория (Ханингтън, 0°15′ с. ш. 36°06′ и. д. / 0.25° с. ш. 36.1° и. д.) | Кения                                                            |
| 1885 – 1886            | Оскар Ленц                                                               | Пресичане на Африка от запад на изток. Изкачване нагоре по Конго до 5º ю.ш., преминаване през езерата Танганика и Няса и спускане по реките Шире и Замбези до Индийския океан | ДРК, Замбия, Малави, Мозамбик                                    |
| 1885 – 1886            | Ш. Рувие                                                                 | Топографско заснемане на цялото течение на река Квилу и лявата я съставяща река Ниари и изследване басейна на река Алима (десен приток на Конго) | Република Конго                                                  |
| 1885 – 1886            | Алешандре де Серпа Пинто                                                 | Пресичане на Северен Мозамбик от Ибо (12°20′ ю. ш. 40°35′ и. д. / 12.333333° ю. ш. 40.583333° и. д., между устията на реките Рувума и Лурио) до южния край на езерото Няса и от там на юг до устието на Замбези и провеждане на триангулачни измервания, обезпечаваци високата точност на извършената топографска снимка | Мозамбик                                                         |
| 1885 – 1886            | Рихард Кунд, Ханс Тапенбек, Курт фон Морген                              | Пътешествие от Леополдвил (Киншаса) на югоизток, пресичане на река Нзеле (ляв приток на Конго), достигане до рекя Кванго (малко по-нагоре от праговете Кингуши), пресичане на реките Вамба, Инзия и Квилу, от системата на Кванго, пресичане и на Касаи, достигане до река Лукение (десен приток на Касаи) и спускане по нея и по долното ѝ течение – Фими и завръщане в Леополдвил | ДРК                                                              |
| 1885 – 1887            | Йоахим фон Пфайл                                                         | Изследване на лявата съставяща на река Руфиджи – река Киломбере (1885 – 1886). Изследване на източното крайбрежие на Танзания от устието на река Пангани на север до устието на река Руву (Кингони) на юг (1886 – 1887) | Танзания                                                         |
| 1885 – 1887            | Х. Драмонд                                                               | Топографско заснемане на езерото Чилва (15°20′ ю. ш. 35°43′ и. д. / 15.333333° ю. ш. 35.716667° и. д.), разположено на юг от езерото Малави (Нюса) | Малави                                                           |
| 1885 – 1887            | Дж. Т. Ласт                                                              | Изследване на планината Намули (15° ю. ш. 37° и. д. / 15° ю. ш. 37° и. д.) в Северен Мозамбик | Мозамбик                                                         |
| 1885 – 1887            | Ханс фон Шверин                                                          | Топографско заснемане на долното течение на Конго, левия му приток река Инкиси, езерото Стенли Пул и околностите му | ДРК                                                              |
| 1885 – 1890            | Ф. Шран                                                                  | Топографско заснемане на целите течения на реките Мунго и Вури, вливащи се в залива Камерун | Камерун                                                          |
| 1886                   | Ернест Баерт                                                             | Топографско заснемане на река Монгала (десен приток на Конго) до сливането на съставящите я реки Дуа, Ебола и Ликаме | ДРК                                                              |
| 1886                   | Дж. Стюарт Кинг                                                          | Изследване на западната част на крайбрежната област Губан в Северозападна Сомалия | Сомалия                                                          |
| 1886                   | А. Осорио                                                                | Изкачване по река Нтем (в Югозападен Камерун), завиване на юг, достигане до река Бенито и спускане по нея до Атлантическия океан | Камерун, Екваториална Гвинея                                     |
| 1886                   | Ойген Цинтграф                                                           | Изследване на районите на изток и север от масива Камерун | Камерун                                                          |
| 1886 – 1887            | Херман фон Висман                                                        | Пресичане на Африка от запад на изток (1886 – 1887): изкачване по Касаи на около 100 км нагоре от устието на Лулуа, откриване на водопада Висман, достигане до езерото Танганика и през езерото Няса и реките Шире и Замбези спускане до Индийския океан | Ангола, ДРК, Замбия, Малави, Мозамбик                            |
| 1886 – 1887            | Г. А. Краузе                                                             | Топографско заснемане на част от басейна на река Волта на територията на Того | Того                                                             |
| 1886 – 1887            | Ханс Майер                                                               | Пресичане на Африка от Кейптаун през Трансваал, Натал и Мозамбик до остров Занзибар | РЮА, Мозамбик, Танзания                                          |
| 1886 – 1887            | В. Рагаци                                                                | Поход в областта Харар (Югоизточна Етиопия) и откриване на планините Гугу и Ахмар, явяващи се вододел между басейните на река Аваш на север и Уаби Шебели на юг | Етиопия                                                          |
| 1886 – 1887            | Л. Траверси                                                              | Изследване на изворната област на река Аваш в Етиопия и езерото Звай (8°00′ с. ш. 38°50′ и. д. / 8° с. ш. 38.833333° и. д.) (1886 – 1887). Изследване на северната част на областта Кафа, в т.ч. планината Май-Гудо (1887) | Етиопия                                                          |
| 1886 – 1890            | Алфонс ван Геле                                                          | Изследване на река Убанги до Банги и десните ѝ притоци – реките Лобае и Ибенга и левия ѝ приток река Гири (1886). Плаване нагоре по река Лулонга (ляв приток на Конго) до сливането на образуващите я реки – Маринга и Лопори и по последната до горното ѝ течение. Изкачване по река Итимбири (десен приток на Конго) до началото на плавателния ѝ участък (1887). Изкачване по река Убанги до 21º 55` и.д. (1887 – 1888). Изкачване по лявата съставяща на Убанги – река Уеле до водопада Маквангу (3°50′ с. ш. 22°40′ и. д. / 3.833333° с. ш. 22.666667° и. д.), изследване на долното течение на река Мбому (дясна съставяща на Убанги), откриване устието на левия ѝ приток река Били и водопада Хансенс (1889). Пресичане междуречието на реките Мбому и Уеле и достигане до Уеле при Бондо (3°50′ с. ш. 23°40′ и. д. / 3.833333° с. ш. 23.666667° и. д.) | ДРК, Република Конго, ЦАР                                        |
| 1887                   | Албер Тис                                                                | Топографско заснемане и картиране на река Касаи, до устието на десния ѝ приток Лулуа и най-долното течение на Лулуа до устието на левия ѝ приток река Луебо | ДРК                                                              |
| 1887 – 1888            | Шамуел Телеки, Лудвиг фон Хьонел                                         | Експедиция от Пангани (5°26′ ю. ш. 38°59′ и. д. / 5.433333° ю. ш. 38.983333° и. д., в Североизточна Танзания), изкачване по река Пангани до горното ѝ течение, неуспешен опит за изкачване на планината Килиманджаро и достигане до снежната граница (на около 5300 м). Изследване на южното подножие на вулкана Меру (4567 м), заобикаляне от юг и изток Килиманджаро и продължаване на север. Изследване на река Евасо-Нгиро на запад и север от масива Кения. Изкачване на връх Кения (5199 м), преминаване покрай езерото Баринго (0°38′ с. ш. 36°05′ и. д. / 0.633333° с. ш. 36.083333° и. д.), по западния край на платото Лайкипия, на запад от вулканския масив Ниру и откриване езерото Туркана (Рудолф), а на юг от него вулкана Телеки. Изследване на източния бряг на езерото и на северното му крайбрежие откриване на устието на река Омо, а на североизток – езерото Чоу-Бахр (Стефани). Изследване на западния бряг на Туркана и откриване устията на реките Керио и Теркуел. Изкачване до горното течение на Теркуел и от там през езерото Баринго завръщане на брега на океана при Момбаса | Танзания, Кения, Етиопия                                         |
| 1887 – 1888            | Жул Борели                                                               | Изследване на река Омо от устието надесния ѝ приток река Годжеб до 6º 30` с.ш. и на изток от нея откриване на езерото Абая (6°20′ с. ш. 37°50′ и. д. / 6.333333° с. ш. 37.833333° и. д.) | Етиопия                                                          |
| 1887 – 1888            | Л. Жакоб                                                                 | Детайлно топографско заснемане на река Квилу и на лявата я съставяща река Ниари | Република Конго                                                  |
| 1887 – 1889            | Луи Гюстав бенже                                                         | Изследване на целия басейн на река Волта | Гана, Буркина Фасо                                               |
| 1887 – 1889            | Рихард Кунд, Ханс Тапенбек, Курт фон Морген                              | Достигане от Криби (3°00′ с. ш. 9°55′ и. д. / 3° с. ш. 9.916667° и. д.) на североизток до средните течения на реките Ньонг и Санага в Камерун (1887 – 1888) и основаване на бъдещата столица на Камерун – град Яунде (1889) | Камерун                                                          |
| 1887 – 1889            | Хенри Мортън Стенли                                                      | Пресичане на Африка от запад на изток: тръгване от устието на Конго, преминаване през Ямбуя (1°16′ с. ш. 24°33′ и. д. / 1.266667° с. ш. 24.55° и. д., в долното течение на Арувими), изкачване по Арувими, откриване на притоците ѝ Непоко (десен), Епулу (десен) и Ленда (ляв). Пресичане на Сините планини, достигане до езерото Алберт и откриване на планината Рувензори с връх Маргарет (5109 м). Изкачване по река Семлики, достигане до езерото Едуард, преминаване през река Кагера и покрай езерото Виктория (в югозападната чу част откриване на залива Емин паша) и достигане до Индийския океан при Багамойо | ДРК, Уганда, Танзания                                            |
| 1887 – 1890            | Стефан Шолц-Рогозински                                                   | Изследване на остров Биоко (Фернандо По) | Екваториална Гвинея                                              |
| 1888                   | Оскар Бауман, Ханс Мейер                                                 | Топографско картиране на планината Усамбара (2230 м) в Североизточна Танзания | Танзания                                                         |
| 1888                   | Джоузеф Томсън                                                           | Първо проникване от север до Среден Атлас в Алжир | Алжир                                                            |
| 1888 – 1891            | Пол Крампел                                                              | Експедиция на север от горното течение на река Огове, пресичане басейна на десния ѝ приток река Ивиндо, достигане до горното течение на река Нтем, проследяване на част от течението ѝ, отклоняване на югозапад и достигане до Бата (1°52′ с. ш. 9°46′ и. д. / 1.866667° с. ш. 9.766667° и. д.) в Екваториална Гвинея (1888 – 1889). Изкачване по река Конго и по притока ѝ Убанги, достигане до Банги (сега столица на Централноафриканската република), първо пресичане на вододела Нил – Чад и прониква в изворната област на река Шари, при една от образуващите я река Баминги (1890 – 1891) | Габон, Република Конго, Камерун, Екваториална Гвинея, ДРК, ЦАР   |
| 1888 – 1891            | Ойген Цинтграф                                                           | Пресичане на западната част на платото Адамава, откриване на река Кацина-Ала, спускане по нея до река Бенуе и изкачване по последната до Йола (9°10′ с. ш. 12°30′ и. д. / 9.166667° с. ш. 12.5° и. д.) (1888 – 1890). Ново изследване на платото Адамава (1890 – 1891) | Нигерия, Камерун                                                 |
| 1888 – 1892            | Александър Делкомюн                                                      | Изкачване по река Касаи и по десния ѝ приток Фими до езерото Маи-Ндомбе (Леополд ІІ), което изследва. Изследване на река Лукение до 3°40′ ю. ш. 23°40′ и. д. / 3.666667° ю. ш. 23.666667° и. д., изкачване по Касаи до десния ѝ приток река Лулуа и по последната до устието на левия ѝ приток Луебо. Изследване на река Санкуру (десен приток на Касаи) до водопада Волф и десния ѝ приток река Лубефу. Проследяване на река Кванза (ляв приток на Касаи) до устието на река Квилу и последната до устието на левия ѝ приток – река Инзия (1888). Изследване на река Конго до водопадите Стенли и долните течения на реките Арувими и Итимбири (десни притоци), Лулонга и Руки (леви притоци) и езерото Тумба (0°50′ ю. ш. 18°00′ и. д. / 0.833333° ю. ш. 18° и. д.) и река Ломами (ляв приток на Конго) до 4º ю.ш. (1888 – 1889). Изкачване по Ломами до изворите ѝ, пресичане на планината Хакансон, достигане до езерото Кисале (8°20′ ю. ш. 26°30′ и. д. / 8.333333° ю. ш. 26.5° и. д.) на река Луалаба. На югоизток от него откриване и пресичане на планината Кибара, изследване на долното течение на река Луфира (десен приток на Луалаба) и откриване изворите на Луалаба. Поход към езерото Танганика, изследване на цялото течение на изтичащата от него река Лукуга (десен приток на Луалаба), преминаване на запад и достигане до Ломами (1890 – 1892) | ДРК                                                              |
| 1889                   | К. Кноте                                                                 | Изследване на средното течение на река Лимпопо и районите около нея | РЮА, Зимбабве, Ботсуана                                          |
| 1889                   | Ханс Майер                                                               | Първо изкачване на върха на Килиманджаро (6 октомври 1889) | Танзания                                                         |
| 1889                   | Дж. Р. У. Пигот                                                          | Топографско заснемане на средното течение на река Тана и горното течение на река Ати (Галана, Сабаки) | Кения                                                            |
| 1889                   | Курт фон Франсоа                                                         | Изследване на северозападната част на Калахари между платото Дамараленд и река Окаванго в Намибия и река Оматако (десен приток на Окаванго) и част от средното течение на Окаванго | Намибия, Ангола                                                  |
| 1889                   | Алфред Луи Фурно (1860 – 1930)                                           | Поход от долното течение на река Огове до река Нтем в Южен Камерун | Габон, Екваториална Гвинея, Камерун                              |
| 1889 – 1890            | Фредерик Джордж Джаксън                                                  | Изследване на територията между езерата Найваша и Виктория. Заобикаляне от изток и север на масива Елгон, първо изкачване на върха му и на северозапад от масива откриване на група езера, в т.ч. езерата Бисина (1°39′ с. ш. 34°09′ и. д. / 1.65° с. ш. 34.15° и. д.), Опета (1°35′ с. ш. 34°11′ и. д. / 1.583333° с. ш. 34.183333° и. д.), Нягуо (1°20′ с. ш. 33°42′ и. д. / 1.333333° с. ш. 33.7° и. д.), Нясала (1°19′ с. ш. 33°40′ и. д. / 1.316667° с. ш. 33.666667° и. д.) и др. | Кения, Уганда                                                    |
| 1889 – 1890            | Карл Петерс (1856 – 1918)                                                | Топографско заснемане на горното течение на река Тана | Кения                                                            |
| 1889 – 1890            | Артур Йожен Констан Ходистер                                             | Топографско заснемане на река Дуа (лява съставяща на Монгала от басейна на Конго) и десния ѝ приток река Ебола | ДРК                                                              |
| 1889 – 1891            | Казимир Местр                                                            | Изследване природните ресурси на Мадагаскар и рресичане на острова от северозапад на югоизток | Мадагаскар                                                       |
| 1889 – 1891            | Курт фон Морген                                                          | Експедиция от Криби (на залива Биафра), достигане до град Яунде, пресичане на река Санага, достигане до южната граница на платото Адамава, завиване на запад, откриване на най-големия десен приток на Санага – река Мбам и спускане по Санага до морето (1889 – 1890). Експедиция от Яунде на север, пресичане на Санага и междуречието Санага – Мбам, достигане до изворната област на Мбам, пресичане на платото Адамава и достигане до река Бенуе при Иби (8°15′ с. ш. 9°45′ и. д. / 8.25° с. ш. 9.75° и. д.) | Камерун, Нигерия                                                 |